# Heterobathmia
Heterobathmia (лат.) — единственный род чешуекрылых насекомых в подотряде Heterobathmiina, надсемействе Heterobathmioidea и семействе Heterobathmiidae:212.

## Биология
Личинки развиваются в минах на листьях нотофагуса. В течение 10 суток личинки линяют, проходя три возраста. После завершения развития они выходят из мины и зарываются в почву на глубину 8—15 см. Бабочки активны в солнечную погоду, питаются, вероятно, пыльцой нотофагуса. Продолжительность жизни бабочек 10—20 суток.

## Распространение
Встречаются в Чили и Аргентине между 39 и 43° южной широты.

## Классификация
В род включают 3 вида:
- Heterobathmia diffusa
- Heterobathmia pseuderiocrania
- Heterobathmia valvifer